# Thecla muattina
Thecla muattina är en fjärilsart som beskrevs av William Schaus 1902. Thecla muattina ingår i släktet Thecla och familjen juvelvingar. Inga underarter finns listade i Catalogue of Life.